# Kolkwitzia amabilis
Kolkwitzia amabilis Graebn. es una especie de arbusto perteneciente a la familia de las caprifoliáceas.

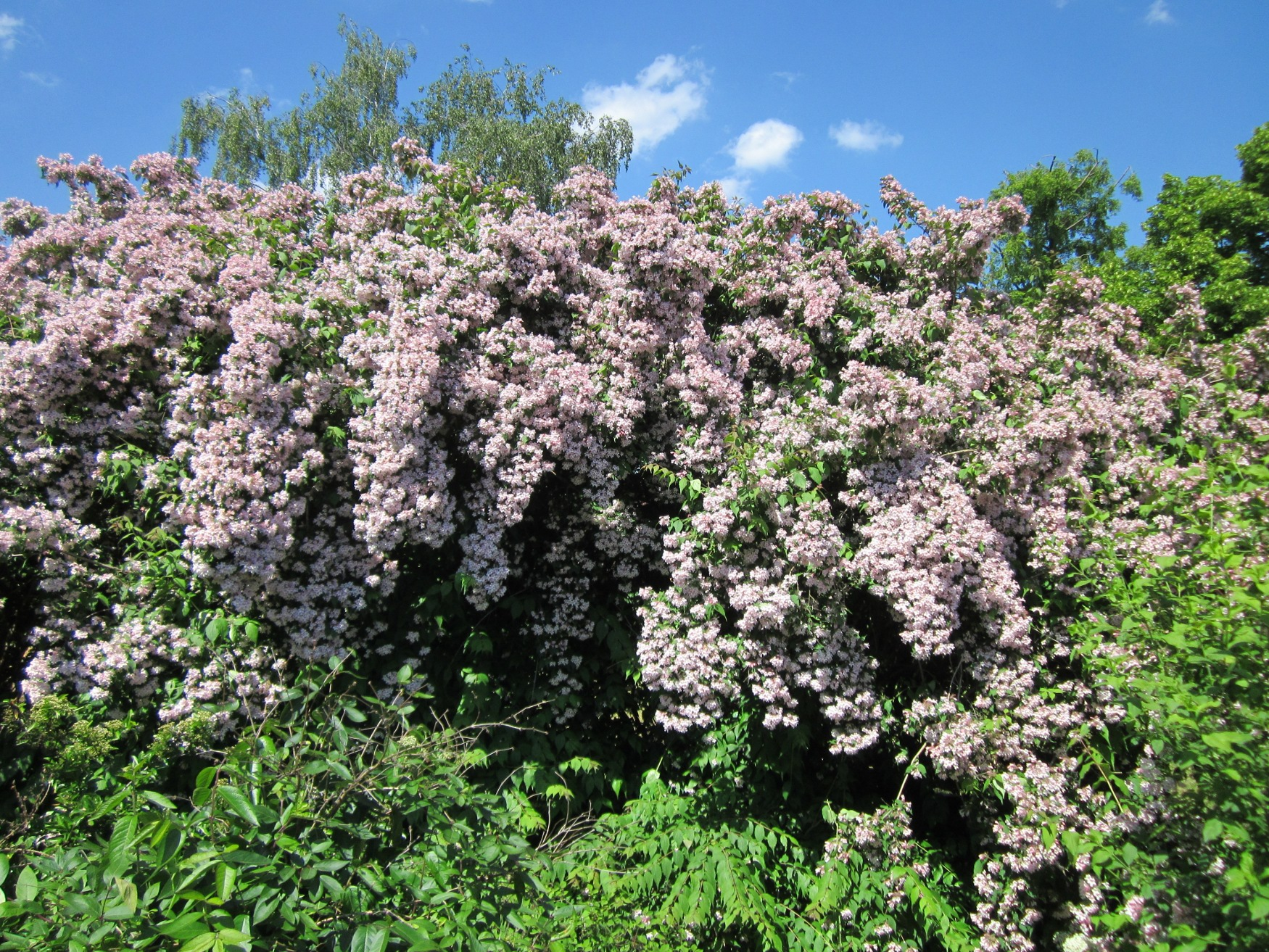
Vista del arbusto

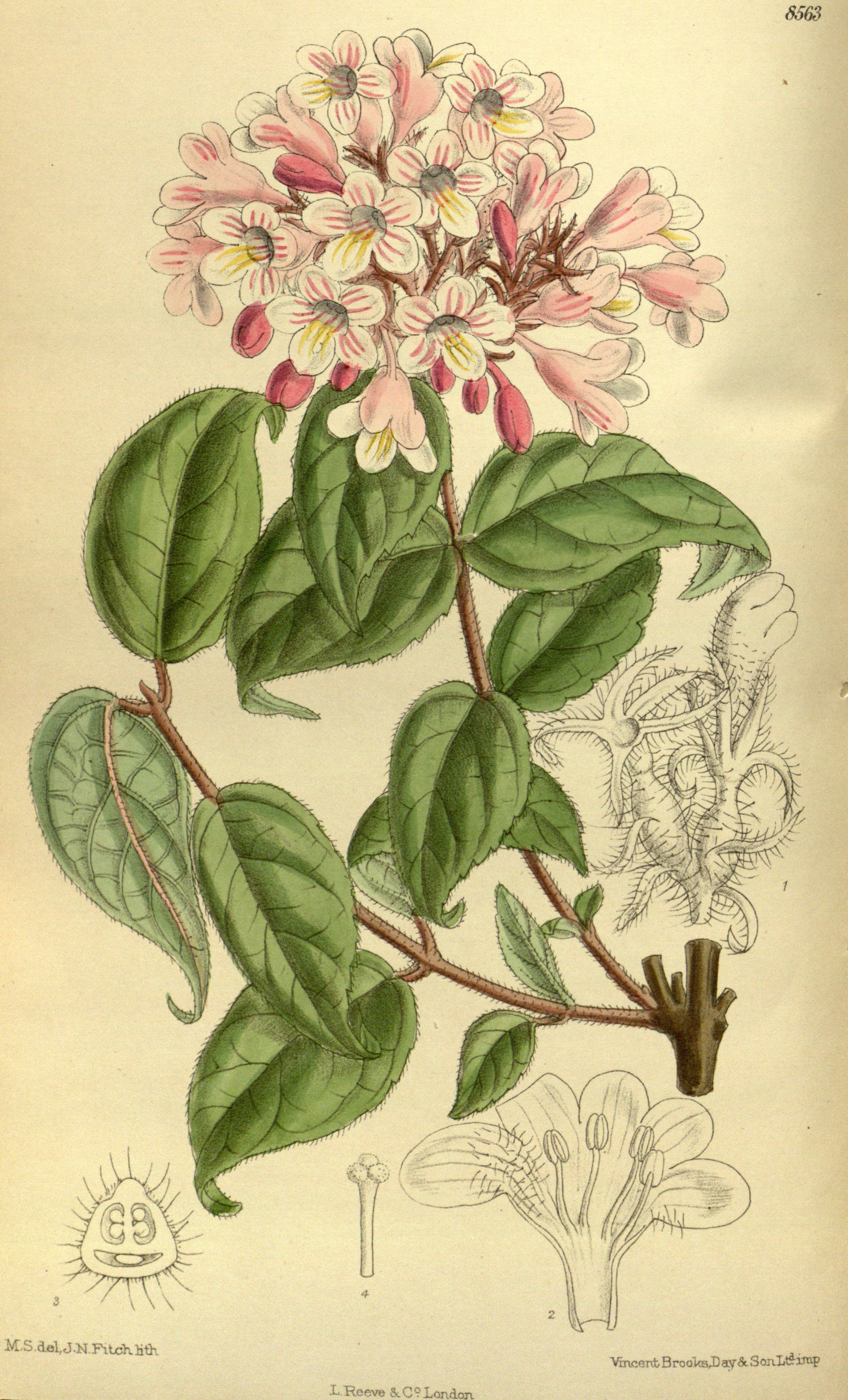
Ilustración

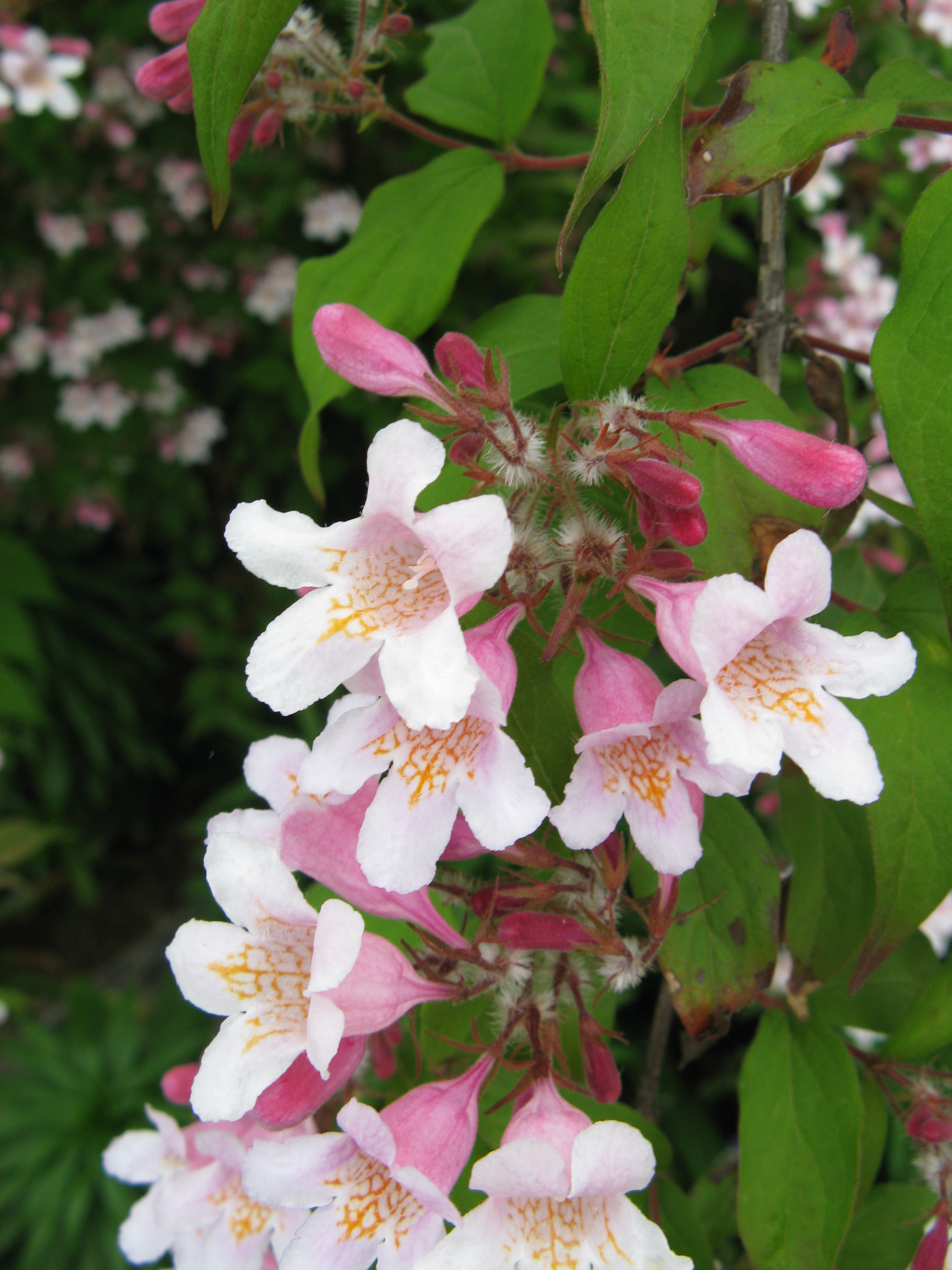
Flores

## Distribución geográfica
La planta es originaria de China donde fue descubierta, en el oeste de la provincia de Hubei, por Ernest Henry Wilson

## Descripción
Es un arbusto con la corteza escamosa de color marrón claro y un agraciado arqueo de sus ramas, puede crecer a una altura de 2 m de altura. Por lo general, es tan ancho como alto. La planta florece a finales de primavera. Sus flores  de color rosa claro, rosa oscuro en la yema, tienen alrededor de 2.5 cm de largo y con forma de campana ( "tubular campaniforme"), que crecen en parejas, como ocurre con todas los caprifoliáceas, son de forma muy vistosa. Sus hojas son opuestas, simples, y ovadas de 2 a 8 cm de largo, todas con unos pocos o escasos dientes someros. Su fruto es una peluda cápsula ovoide de aproximadamente .25 cm de largo.

## Historia
Wilson envió a su material vegetal a sus patrocinadores  "Veitch Viveros", Exeter, en 1901, el arbusto llegó allí por primera vez en 1910.  Recibió un premio de la Royal Horticultural Society al Mérito en 1923 por los Nymans Jardines de Sussex. El arbusto se convirtió en muy popular en el Este de los Estados Unidos tras la Primera Guerra Mundial, con casi la definición del mejor arbusto en los jardines de América entre las guerras mundiales.

## Cultivo
En el jardín, los arbustos necesita mucho espacio para desarrollar su largo y arqueado ramaje en forma de aerosol, la tentación de reducirlo, lo convierte en una antinatural "escoba de bruja". Los tallos más viejos cuando alcanzan el tamaño de un palo de escoba  o más gruesos deben eliminarse en la base cuando el arbusto esta inactivo, para alentar el desarrollo de los tallos jóvenes.

## Taxonomía
Kolkwitzia amabilis fue descrita por Karl Otto Robert Peter Paul Graebner y publicado en Botanische Jahrbücher für Systematik, Pflanzengeschichte und Pflanzengeographie 29(5): 593–594. 1901.
Etimología
Kolkwitzia: nombre genérico que fue nombrado en honor de Richard Kolkwitz, profesor de botánica en Berlín.
Sinonimia
- Kolkwitzia amabilis var. calicina Pamp.